# 毛利元矩
毛利 元矩（もうり もとのり）は、江戸時代中期の大名。長門国長府藩5代藩主。

## 略歴
3代藩主・毛利綱元の四男として江戸にて誕生。幼名は仁八郎。初め氏姓を那波、後に毛利に復す。
始め那波姓を称したのは、先祖大江広元の三男政広（宗元）が上野国那波郡の地頭となり那波氏を称したことに由来し、末子であるので毛利を称するのを遠慮したためである。
正徳2年（1712年）10月23日、甥で先代藩主の毛利元朝（長兄・吉元の長男、すなわち甥であるが元矩より1年年長）が毛利元陳の死去を受けて、本家・長州藩の世子になったため、元矩が養嗣子として長府藩の家督を継いだ。しかし享保3年（1718年）3月20日、15歳で江戸にて早世する。嗣子はなく、跡を支藩の長門清末藩主だった匡広が継いだ。
法号は玄隆院殿道聡徳融大居士。墓所は山口県下関市長府の功山寺、東京都港区高輪の泉岳寺のちに豊功社。

## 系譜
- 父：毛利綱元（1651-1709）
- 母：貞性院
- 正室：なし